# امیدرضا میرصیافی
امیدرضا میرصیافی فعال فرهنگی و وبلاگ‌نویس ایرانی بود که توسط دادگاه انقلاب ایران به اتهام توهین به روح‌الله خمینی و علی خامنه‌ای به دو سال حبس محکوم گردید.
و در زندان اوین و در سن ۲۸ سالگی درگذشت.

## معرفی
امیدرضا میرصیافی متولد ۱۲ مرداد ۱۳۵۹ نویسنده وبلاگ «روزنامه‌نگار» و تهیه‌کننده مقاله در زمینه هنر موسیقی و مصاحبه با هنرمندان برای رادیو زمانه و همچنین برنامه «سیری در ادبیات آهنگین ایران» بود. برنامه‌ای که به وسیلهٔ تورج نگهبان تهیه و از طریق شبکه‌های ماهواره‌ای پخش می‌شد. امیدرضا همچنین سابقه همکاری با: «روزنامه جوان» (۲۰۰۵ تا ۲۰۰۶) – «روزنامه آینده نو» (۲۰۰۷) – «رادیو همصدا در سوئد» (۲۰۰۴ تا ۲۰۰۶) «رادیو زمانه» (۲۰۰۷) – «سایت هنر و موسیقی» (۲۰۰۴ تا ۲۰۰۷) را در کارنامه کاری خود دارد.
وی به‌دلیل مطالبی که در وبلاگ «روزنامه‌نگار» (آرشیو بلاگ) منتشر ساخته بود ۳ اردیبهشت ۱۳۸۷ دستگیر و پس از طی ۴۱ روز بازداشت با وثیقه ۱۰۰ میلیون تومانی آزاد گردید. وی در آبان همان سال از سوی دادگاه انقلاب به اتهام فعالیت تبلیغی علیه نظام به شش ماه زندان، و به اتهام توهین به رهبر قبلی و فعلی جمهوری اسلامی به دو سال حبس محکوم گردید.

## مرگ در زندان اوین
وی در ۲۸ اسفند ۱۳۸۷ در زندان اوین و در سن ۲۸ سالگی درگذشت. «مجموعه فعالان حقوق بشر در ایران» علت درگذشت وی را «فشار روانی و عدم دریافت کمک‌های پزشکی» اعلام کردند. اندکی پیش از این نیز، امیر حشمت ساران، زندانی سیاسی دیگر، در زندان گوهردشت درگذشته بود.
سازمان گزارشگران بدون مرز یک هفته پس از درگذشت وی با انتشار بیانیه‌ای اعلام کرد:
بنا بر اطلاعاتی که ما بدست آورده‌ایم تناقضات و نشانه‌های اهمال‌کاری جدی میان اسناد رسمی «بازداشتگاه اوین» و «بیمارستان لقمان حکیم» و «پزشکی قانونی» دربارهٔ ساعت انتقال به بیمارستان و ساعت فوت وجود دارد… ما معتقدیم که گزارشگر ویژه سازمان ملل در امور آزادی عقیده و بیان و گزارشگر ویژه در امور کشتارهای فراقضایی باید در اولین فرصت ممکن به ایران بروند تا دربارهٔ این پرونده تحقیق کنند."
به گفته این سازمان گزارش‌های که حاکی از قتل وی در زندان است. به گفته گزارشگران بدون مرز همچنین مقامات زندان درخواست کالبد شکافی را که از سوی وکیل او مطرح شده بود را رد کرده و جسدش را بلافاصله دفن کردند.
برادر وی نیز وضعیت جسد او را این‌گونه توصیف می‌کند:
ما صبح فردایی که خبردار شدیم، رفتیم برای شناسایی جسد، من خودم جسد را دیدم، گوش سمت چپ خون‌ریزی شدید داشت، بینی اش پر از لخته‌های خون بود، صورتش کبود بود، پشت کتف‌ها کبود بود و پشت کمر، و ظاهراً قسمت پشت گوش آن قسمت، جمجمه شکستگی هم داشته، طوری‌که آن ملافه‌ای که جسد را پیچیده بودند کاملاً خونی شده بود قسمت زیر سر. بعد آنجا جسد را به ما تحویل دادند فرستادیم پزشکی قانونی کهریزک، چهار ساعت طول کشید، ظاهراً کالبد شکافی انجام شد به ما توضیح خاصی ندادند. یک فرمی به ما داده شد که داخلش توضیحاتی خواسته بودند از سوابق بیماری امید که ما همه را رد کردیم، ایشان نه بیمار بود نه معتاد بود و نه هیچی. بعدش یک قسمتی نوشته بود که آیا شما شکایتی دارید؟ من هم نوشتم که بله. البته افرادی آنجا بودند می‌گفتند که اگر بنویسید شکایت دارید جسد را ممکن است تحویل تان ندهند. من هم آنجا گفتم که اصلاً جسد را نمی‌خواهم تحویل بدهند و جسد امید به چه درد من می‌خورد؟ من نوشتم ما شکایت داریم، مسئولین زندان اوین مقصر هستند این قتل مشکوک است و باید پیگیری شود و امضا کردم. بعد از چهار ساعت جسد را برای تدفین به ما تحویل دادند موقعی هم که داشتند پیکر پاکش را شستشو می‌دادند هنوز گوشش داشت خون‌ریزی می‌کرد. در حالی که اینها به ما گفته بودند که ایشان قرص خورده، فشارش افت کرده و فوت کرده در حالی که کسی که فشارش افت کنه، پدر من سی سال بهیار بیمارستان سینا بوده، چنین چیزی نمی‌تواند صحت داشته باشد و ایشان قطعاً کتک خورده، این را مطمئن هستم.

## تناقضات
مقام‌های ایرانی تاکنون رسماً در مورد مرگ امیدرضا میرصیافی اظهار نظر نکرده و به درخواست تحقیقات دربارهٔ مرگ وی پاسخ نداده‌اند.

## ویدئوها
http://www.youtube.com/watch?v=A_pad3VCxRE